# Ashtyn Davis
Ashtyn Davis (Santa Cruz, California, 10 de octubre de 1996) es un jugador profesional estadounidense de fútbol americano que se desempeña en la posición de safety en New York Jets, equipo de la National Football League (NFL).

## Carrera
Fue seleccionado en la tercera ronda en la Reunión Anual de Selección de Jugadores de la NFL de 2020. Hizo su debut profesional con el equipo New York Jets, donde lleva jugando cuatro temporadas.